# Schoenlandella fulva
Schoenlandella fulva är en stekelart som först beskrevs av Cameron 1907.  Schoenlandella fulva ingår i släktet Schoenlandella och familjen bracksteklar. Inga underarter finns listade i Catalogue of Life.